# Мрежа за доставка на съдържание
Мрежата за доставка на съдържание (на английски: content delivery network, CDN) е географски разпределена мрежа от прокси сървъри и съответните им центрове за данни. Целта е да се постигнат висока наличност и производителност чрез разпределяне на услугата пространствено спрямо крайните потребители. Този тип мрежи се появяват в края на 1990-те години като начин за облекчаване на трафика в интернет, тъй като той започва да се превръща в особена важна комуникационна среда за хората и предприятията. В днешно време, мрежите за доставка на съдържание са се разраснали значително и обслужват голяма част от интернет съдържанието, включително: уеб обекти (текст, графики и скриптове), ресурси за теглене (медийни файлове, софтуер, документи), приложения (електронна търговия, интернет портали), пряко предаване онлайн и социални мрежи.
Мрежите за доставка на съдържание са слой в интернет екосистемата. Притежателите на съдържание (например медийни компании и онлайн търговци) могат да плащат на операторите на CDN, които да доставят съдържанието им до крайните потребители. От своя страна, операторите на CDN плащат на интернет доставчици за хостинг услуги на сървърите им.
CDN е обобщаващ термин, обхващащ различни видове услуги за доставка на съдържание: пряко предаване онлайн, теглене на софтуер, ускоряване на зареждането на уеб и мобилно съдържание, кеширане, измерване на CDN услугата, балансиране на натоварването, анализ и облачен интелект. Доставчиците на CDN услуги могат да застъпват и други индустрии, като например: сигурност, DDoS защита, защитни стени на уеб приложения и WAN оптимизация.

## Технология
CDN възлите обикновено се разполагат на няколко места, често в различни опорни мрежи. Сред предимствата на това са: намаляване на разходите по интернет трафика, подобряване на времената за зарежда, повишаване на глобалната наличност и достъпност на съдържанието. Броят на CDN възлите варира в зависимост от архитектурата, като в някои случаи те могат да достигат десетки хиляди сървъри или множество отдалечени точки на присъствие (на английски: point of presence, PoP). Други представляват глобална мрежа и имал малък брой географски точки на присъствие.
Заявките за съдържание обикновено се насочват чрез алгоритъм към възли, които се считат за оптимални. За да се оптимизира производителността, могат да се избират местоположенията за най-добра доставка на съдържанието към крайния потребител. Това може да се измери като се изберат места, до които трафикът преминава през по-малко машини, или такива, с най-голяма наличност (както текуща, така и в миналото). За да се оптимизират разходите, могат да се изберат местоположения, които струват по-малко пари. В оптималния вариант, тези две цели се изпълняват едновременно, когато най-близкият сървър до потребителя е и най-евтиният.
Повечето CDN доставчици предоставят услугите си върху определен набор от точки на присъствие, в зависимост от нужното покритие – например, САЩ, Европа, Азия-Океания или световно.

## Сигурност и поверителност
CDN доставчиците печелят или от преки такси от доставчиците на съдържание, които ползват мрежата им, или от потребителски анализи и данни за проследяване, събирани чрез зареждане на скриптове на сайтовете. Поради тази причина, тези услуги понякога се посочват като потенциално нарушаващи поверителността с цел таргетиране на реклами.
Мрежите за доставка на съдържание, използващи JavaScript, също могат да са обект на атаки, целящи инжектирането на зловредно съдържание в страниците. Все пак, съществуват и механизми, които гарантират, че странницата зарежда скрипт, чието съдържание е известно и проверявано чрез хеш функция на автора на уебсайта.